# راؤول ليفي
راؤول ليفي هو منتج أفلام وكاتب سيناريو ومخرج وممثل بلجيكي، ولد في 14 أبريل 1922 في بلجيكا، وتوفي في 31 ديسمبر 1966 بسان تروبيه في فرنسا.

## وصلات خارجية
- راؤول ليفي على موقع IMDb (الإنجليزية)
- راؤول ليفي على موقع ألو سيني (الفرنسية)
- راؤول ليفي على موقع أول موفي (الإنجليزية)
- راؤول ليفي على موقع قاعدة بيانات الأفلام السويدية (السويدية)
- راؤول ليفي على موقع ديسكوغز (الإنجليزية)
- راؤول ليفي على موقع قاعدة بيانات الفيلم (الإنجليزية)
- راؤول ليفي على موقع كينوبويسك (الروسية)